# Giải vô địch bóng đá U-19 châu Á 2018
Giải vô địch bóng đá U-19 châu Á 2018 (tiếng Anh: 2018 AFC U-19 Championship) là lần thứ 40 của giải vô địch bóng đá U-19 châu Á, giải bóng đá trẻ quốc tế được tổ chức hai năm một lần bởi Liên đoàn bóng đá châu Á (AFC) dành cho các đội tuyển quốc gia nam dưới 19 tuổi của châu Á. Giải đấu diễn ra ở Indonesia từ ngày 18 tháng 10 đến ngày 4 tháng 11 năm 2018. Tổng cộng 16 đội tuyển đã tham dự giải đấu.
Bốn đội tuyển đứng đầu của giải sẽ giành quyền tham dự Giải vô địch bóng đá U-20 thế giới 2019 tại Ba Lan với tư cách là đại diện của AFC.
Ả Rập Xê Út đã giành chức vô địch U-19 châu Á lần thứ ba trong lịch sử sau khi vượt qua Hàn Quốc với tỉ số 2–1 ở trận chung kết.

## Vòng loại

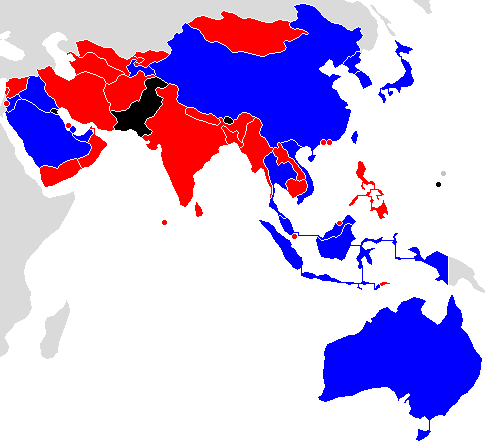
Vượt qua vòng loại cho giải vô địch bóng đá U-19 châu Á 2018
Không vượt qua vòng loại
Bị loại hoặc rút lui
Không phải là thành viên của AFC

### Quá trình vòng loại
Vòng loại diễn ra vào ngày 24 tháng 10 – ngày 8 tháng 11 năm 2017.

### Các đội tuyển vượt qua vòng loại
Dưới đây là 16 đội tuyển vượt qua vòng loại để tham dự vòng chung kết.
| Đội tuyển         | Tư cách vòng loại | Tham dự | Thành tích tốt nhất lần trước                                                    |
| ----------------- | ----------------- | ------- | -------------------------------------------------------------------------------- |
| Indonesia         | Chủ nhà           | 17 lần  | Vô địch (1961)                                                                   |
| UAE               | Nhất bảng A       | 14 lần  | Vô địch (2008)                                                                   |
| Tajikistan        | Nhất bảng B       | 4 lần   | Tứ kết (2016)                                                                    |
| Qatar             | Nhất bảng C       | 14 lần  | Vô địch (2014)                                                                   |
| Ả Rập Xê Út       | Nhất bảng D       | 14 lần  | Vô địch (1986, 1992)                                                             |
| Jordan            | Nhất bảng E       | 7 lần   | Hạng tư (2006)                                                                   |
| Hàn Quốc          | Nhất bảng F       | 38 lần  | Vô địch (1959, 1960, 1963, 1978, 1980, 1982, 1990, 1996, 1998, 2002, 2004, 2012) |
| Trung Quốc        | Nhất bảng G       | 18 lần  | Vô địch (1985)                                                                   |
| Việt Nam          | Nhất bảng H       | 19 lần  | Bán kết (2016)                                                                   |
| Nhật Bản          | Nhất bảng I       | 37 lần  | Vô địch (2016)                                                                   |
| Úc                | Nhất bảng J       | 7 lần   | Á quân (2010)                                                                    |
| Iraq              | Nhì bảng C        | 17 lần  | Vô địch (1975, 1977, 1978, 1988, 2000)                                           |
| Thái Lan          | Nhì bảng I        | 33 lần  | Vô địch (1962, 1969)                                                             |
| CHDCND Triều Tiên | Nhì bảng J        | 13 lần  | Vô địch (1976, 2006, 2010)                                                       |
| Đài Bắc Trung Hoa | Nhì bảng H        | 10 lần  | Hạng ba (1966)                                                                   |
| Malaysia          | Nhì bảng F        | 23 lần  | Á quân (1959, 1960, 1968)                                                        |

Ghi chú:
1. ↑  Việt Nam từ năm 1959 đến năm 1974 đã tham dự tại các giải đấu của AFC với tư cách là Việt Nam Cộng hòa. Việt Nam Dân chủ Cộng hòa đã không tham dự tất cả các giải đấu bóng đá quốc tế những lần đó. 19 lần tham dự bao gồm 11 lần tham dự với tư cách là Việt Nam Cộng hòa.
2. 1 2 3 4 5  Năm đội xếp thứ hai tốt nhất được vượt qua vòng loại để vào vòng chung kết.

## Địa điểm
Các trận đấu diễn ra ở ba địa điểm xung quanh Đại Jakarta.
| Jakarta               | Cibinong         | Bekasi              |
| --------------------- | ---------------- | ------------------- |
| Gelora Bung Karno     | Pakansari        | Patriot Candrabhaga |
| Sức chứa: 77.193      | Sức chứa: 30.000 | Sức chứa: 30.000    |
|                       |                  |                     |
| JakartaBekasiCibinong |                  |                     |

## Bốc thăm
Lễ bốc thăm đã tổ chức vào lúc 15:00 WIB (UTC+7) ngày 18 tháng 5 năm 2018 tại khách sạn Fairmont ở Jakarta. 16 đội tuyển được chia thành bốn bảng 4 đội. Các đội tuyển đã được xếp hạt giống theo thành tích của họ tại vòng chung kết và vòng loại của giải vô địch bóng đá U-19 châu Á 2016, với chủ nhà Indonesia tự động được được gán vào vị trí A1 trong lễ bốc thăm.
| Nhóm 1                                                        | Nhóm 2                                   | Nhóm 3                                   | Nhóm 4                                                          |
| ------------------------------------------------------------- | ---------------------------------------- | ---------------------------------------- | --------------------------------------------------------------- |
| 1. Indonesia (chủ nhà) 2. Nhật Bản 3. Ả Rập Xê Út 4. Việt Nam | 1. Iraq 2. Tajikistan 3. Hàn Quốc 4. UAE | 1. Úc 2. Qatar 3. Trung Quốc 4. Thái Lan | 1. CHDCND Triều Tiên 2. Jordan 3. Malaysia 4. Đài Bắc Trung Hoa |

## Danh sách cầu thủ
Các cầu thủ sinh từ ngày 1 tháng 1 năm 1999 trở về sau có đủ điều kiện để tham dự giải đấu. Mỗi đội tuyển phải đăng ký một đội hình tối thiểu 18 cầu thủ và tối đa 23 cầu thủ, trong đó ít nhất 3 cầu thủ phải là thủ môn (Quy định mục 24.1 và 24.2).

## Vòng bảng
Hai đội tuyển hàng đầu của mỗi bảng giành quyền vào vòng tứ kết.

Các tiêu chí
Các đội được xếp hạng theo điểm (3 điểm cho trận thắng, 1 điểm cho trận hòa, 0 điểm trận thua), và nếu bằng điểm, các tiêu chí xếp hạng sau được áp dụng theo thứ tự, để xác định thứ hạng (Quy định mục 9.3):
1. Điểm trong các trận đối đầu giữa các đội liên quan;
2. Hiệu số bàn thắng thua trong các trận đối đấu giữa các đội liên quan;
3. Số bàn thắng ghi được trong các trận đối đấu giữa các đội liên quan;
4. Nếu có hơn hai đội bằng nhau, và sau khi áp dụng tất cả các tiêu chí đối đầu ở trên, một nhóm nhỏ các đội vẫn còn bằng nhau, tất cả các tiêu chí trên được áp dụng lại cho riêng nhóm nhỏ này;
5. Hiệu số bàn thắng trong tất cả các trận đấu bảng;
6. Số bàn thắng ghi được trong tất cả các trận đấu bảng;
7. Sút luân lưu nếu hai đội bằng điểm nhau và gặp nhau trong trận cuối cùng vòng bảng;
8. Điểm kỷ luật trong tất cả các trận đấu bảng (chỉ có một trong các khoản trừ này được áp dụng cho một cầu thủ trong một trận đấu):   - Thẻ vàng thứ nhất: trừ 1 điểm;
  - Thẻ đỏ gián tiếp (thẻ vàng thứ hai): trừ 3 điểm;
  - Thẻ đỏ trực tiếp: trừ 3 điểm;
  - Thẻ vàng và thẻ đỏ trực tiếp: trừ 4 điểm;
9. Bốc thăm.

| Lượt đấu   | Các ngày                | Các trận đấu |
| ---------- | ----------------------- | ------------ |
| Lượt đấu 1 | 18–20 tháng 10 năm 2018 | 1 v 4, 2 v 3 |
| Lượt đấu 2 | 21–23 tháng 10 năm 2018 | 4 v 2, 3 v 1 |
| Lượt đấu 3 | 24–26 tháng 10 năm 2018 | 1 v 2, 3 v 4 |

### Bảng A
| VT | Đội               | ST | T | H | B | BT | BB | HS  | Đ | Giành quyền tham dự     |
| -- | ----------------- | -- | - | - | - | -- | -- | --- | - | ----------------------- |
| 1  | Qatar             | 3  | 2 | 0 | 1 | 11 | 7  | +4  | 6 | Vòng đấu loại trực tiếp |
| 2  | Indonesia (H)     | 3  | 2 | 0 | 1 | 9  | 7  | +2  | 6 | Vòng đấu loại trực tiếp |
| 3  | UAE               | 3  | 2 | 0 | 1 | 10 | 3  | +7  | 6 |                         |
| 4  | Đài Bắc Trung Hoa | 3  | 0 | 0 | 3 | 2  | 15 | −13 | 0 |                         |

1. 1 2 3  Kết quả đối đầu: UAE 2–1 Qatar, Qatar 6–5 Indonesia, Indonesia 1–0 UAE. Bảng xếp hạng đối đầu:
  - Qatar: 3 điểm, hiệu số 0, 7 bàn thắng.
  - Indonesia: 3 điểm, hiệu số 0, 6 bàn thắng.
  - UAE: 3 điểm, hiệu số 0, 2 bàn thắng.

| UAE                        | 2–1      | Qatar       |
| -------------------------- | -------- | ----------- |
| - Fawzi 6' - Al. Saleh 41' | Chi tiết | - Umaru 36' |

| Indonesia                  | 3–1      | Đài Bắc Trung Hoa    |
| -------------------------- | -------- | -------------------- |
| - Egy 50' - Witan 70', 89' | Chi tiết | - Vương Chung Du 53' |

| Đài Bắc Trung Hoa | 1–8      | UAE                                                                                  |
| ----------------- | -------- | ------------------------------------------------------------------------------------ |
| - Ngô Yên Húc 74' | Chi tiết | - Fawzi 10' - Al. Saleh 20', 67' - Rashed 35', 75' - Mubarak 51', 59' - Al-Naqbi 70' |

| Qatar                                           | 6–5      | Indonesia                                         |
| ----------------------------------------------- | -------- | ------------------------------------------------- |
| - Ali 11', 51' - Umaru 14', 41', 56' - Waad 24' | Chi tiết | - Luthfi 28' - Rivaldo 65', 73', 81' - Saddil 69' |

| Indonesia   | 1–0      | UAE |
| ----------- | -------- | --- |
| - Witan 23' | Chi tiết |     |

| Qatar                                            | 4–0      | Đài Bắc Trung Hoa |
| ------------------------------------------------ | -------- | ----------------- |
| - Mansour 57' - Ali 61', 77' - Umaru 86' (ph.đ.) | Chi tiết |                   |

### Bảng B
| VT | Đội               | ST | T | H | B | BT | BB | HS  | Đ | Giành quyền tham dự     |
| -- | ----------------- | -- | - | - | - | -- | -- | --- | - | ----------------------- |
| 1  | Nhật Bản          | 3  | 3 | 0 | 0 | 13 | 3  | +10 | 9 | Vòng đấu loại trực tiếp |
| 2  | Thái Lan          | 3  | 1 | 1 | 1 | 6  | 7  | −1  | 4 | Vòng đấu loại trực tiếp |
| 3  | CHDCND Triều Tiên | 3  | 1 | 0 | 2 | 4  | 7  | −3  | 3 |                         |
| 4  | Iraq              | 3  | 0 | 1 | 2 | 3  | 9  | −6  | 1 |                         |

| Iraq                                              | 3–3      | Thái Lan                                          |
| ------------------------------------------------- | -------- | ------------------------------------------------- |
| - Abdulridha 37' - Ramadhan 42' - Abdulkareem 66' | Chi tiết | - K. Kritsada 26' - Korrawit 87' - Suphanat 90+4' |

| Nhật Bản                                                       | 5–2      | CHDCND Triều Tiên                         |
| -------------------------------------------------------------- | -------- | ----------------------------------------- |
| - K. Saito 8' - Ito 19' - Kubo 65' - Miyashiro 89' - Abe 90+3' | Chi tiết | - Kye Tam 36' - Kang Kuk-chol 41' (ph.đ.) |

| CHDCND Triều Tiên    | 1–0      | Iraq |
| -------------------- | -------- | ---- |
| - Pak Kwang-chon 55' | Chi tiết |      |

| Thái Lan       | 1–3      | Nhật Bản                            |
| -------------- | -------- | ----------------------------------- |
| - Suphanat 54' | Chi tiết | - Miyashiro 27', 44' - K. Saito 42' |

| Nhật Bản                                               | 5–0      | Iraq |
| ------------------------------------------------------ | -------- | ---- |
| - Taki 10' - Tagawa 27' - Hara 34', 77' - K. Saito 85' | Chi tiết |      |

| Thái Lan                    | 2–1      | CHDCND Triều Tiên   |
| --------------------------- | -------- | ------------------- |
| - Sampan 38' - Korrawit 78' | Chi tiết | - Kang Kuk-chol 45' |

### Bảng C
| VT | Đội      | ST | T | H | B | BT | BB | HS | Đ | Giành quyền tham dự     |
| -- | -------- | -- | - | - | - | -- | -- | -- | - | ----------------------- |
| 1  | Hàn Quốc | 3  | 2 | 1 | 0 | 7  | 3  | +4 | 7 | Vòng đấu loại trực tiếp |
| 2  | Úc       | 3  | 1 | 2 | 0 | 4  | 3  | +1 | 5 | Vòng đấu loại trực tiếp |
| 3  | Jordan   | 3  | 1 | 1 | 1 | 4  | 5  | −1 | 4 |                         |
| 4  | Việt Nam | 3  | 0 | 0 | 3 | 3  | 7  | −4 | 0 |                         |

| Việt Nam             | 1–2      | Jordan                     |
| -------------------- | -------- | -------------------------- |
| - Nhâm Mạnh Dũng 21' | Chi tiết | - Atieh 29' - Al-Zu'bi 89' |

| Hàn Quốc          | 1–1      | Úc              |
| ----------------- | -------- | --------------- |
| - Jeon Se-jin 52' | Chi tiết | - Najjarine 89' |

| Úc                          | 2–1      | Việt Nam         |
| --------------------------- | -------- | ---------------- |
| - Thurgate 37' - Folami 76' | Chi tiết | - Lê Văn Nam 85' |

| Jordan           | 1–3      | Hàn Quốc                                               |
| ---------------- | -------- | ------------------------------------------------------ |
| - Al-Zebdieh 77' | Chi tiết | - Cho Young-wook 3' - Jeon Se-jin 79' - Choi Jun 90+2' |

| Việt Nam         | 1–3      | Hàn Quốc                                               |
| ---------------- | -------- | ------------------------------------------------------ |
| - Lê Xuân Tú 13' | Chi tiết | - Cho Young-wook 45', 90+4' (ph.đ.) - Kim Hyun-woo 77' |

| Úc            | 1–1      | Jordan           |
| ------------- | -------- | ---------------- |
| - Puflett 10' | Chi tiết | - Al-Zebdieh 76' |

### Bảng D
| VT | Đội         | ST | T | H | B | BT | BB | HS | Đ | Giành quyền tham dự     |
| -- | ----------- | -- | - | - | - | -- | -- | -- | - | ----------------------- |
| 1  | Ả Rập Xê Út | 3  | 3 | 0 | 0 | 6  | 2  | +4 | 9 | Vòng đấu loại trực tiếp |
| 2  | Tajikistan  | 3  | 1 | 1 | 1 | 4  | 5  | −1 | 4 | Vòng đấu loại trực tiếp |
| 3  | Trung Quốc  | 3  | 1 | 0 | 2 | 2  | 2  | 0  | 3 |                         |
| 4  | Malaysia    | 3  | 0 | 1 | 2 | 3  | 6  | −3 | 1 |                         |

| Ả Rập Xê Út                    | 2–1      | Malaysia   |
| ------------------------------ | -------- | ---------- |
| - Al-Ammar 24' - Al-Saleem 78' | Chi tiết | - Hadi 88' |

| Tajikistan    | 1–0      | Trung Quốc |
| ------------- | -------- | ---------- |
| - Solehov 77' | Chi tiết |            |

| Trung Quốc | 0–1      | Ả Rập Xê Út      |
| ---------- | -------- | ---------------- |
|            | Chi tiết | - Al-Qahtani 81' |

| Malaysia                        | 2–2      | Tajikistan                        |
| ------------------------------- | -------- | --------------------------------- |
| - Hadi 11' - Hanonov 55' (l.n.) | Chi tiết | - Panjshanbe 34' - Yodgorov 45+1' |

| Ả Rập Xê Út                              | 3–1      | Tajikistan   |
| ---------------------------------------- | -------- | ------------ |
| - Al-Zaqarta 65', 70' - Al-Ghashayan 73' | Chi tiết | - Boboev 29' |

| Trung Quốc                        | 2–0      | Malaysia |
| --------------------------------- | -------- | -------- |
| - Đào Cường Long 44' - Từ Duệ 58' | Chi tiết |          |

## Vòng đấu loại trực tiếp
Trong vòng đấu loại trực tiếp, hiệp phụ và loạt sút luân lưu được sử dụng để quyết định đội thắng nếu cần thiết (Quy định mục 12.1 và 12.2).

### Sơ đồ
|  | Tứ kết                | Tứ kết               |                      |   | Bán kết | Bán kết |  |  | Chung kết | Chung kết |
|  |                       |                      |                      |   |         |         |  |  |           |           |
|  | 28 tháng 10 – Jakarta |                      |                      |   |         |         |  |  |           |           |
|  |                       |                      |                      |   |         |         |  |  |           |           |
|  | Qatar (s.h.p.)        | 7                    |                      |   |         |         |  |  |           |           |
|  | Qatar (s.h.p.)        | 7                    | 1 tháng 11 – Jakarta |   |         |         |  |  |           |           |
|  | Thái Lan              | 3                    |                      |   |         |         |  |  |           |           |
|  | Thái Lan              | 3                    | Qatar                | 1 |         |         |  |  |           |           |
|  | 29 tháng 10 – Bekasi  |                      | Qatar                | 1 |         |         |  |  |           |           |
|  |                       | Hàn Quốc             | 3                    |   |         |         |  |  |           |           |
|  | Hàn Quốc              | Hàn Quốc             | 3                    | 1 |         |         |  |  |           |           |
|  | Hàn Quốc              |                      | 4 tháng 11 – Jakarta | 1 |         |         |  |  |           |           |
|  | Tajikistan            | 0                    |                      |   |         |         |  |  |           |           |
|  | Tajikistan            | 0                    | Hàn Quốc             | 1 |         |         |  |  |           |           |
|  | 28 tháng 10 – Jakarta |                      | Hàn Quốc             | 1 |         |         |  |  |           |           |
|  |                       | Ả Rập Xê Út          | 2                    |   |         |         |  |  |           |           |
|  | Nhật Bản              | Ả Rập Xê Út          | 2                    | 2 |         |         |  |  |           |           |
|  | Nhật Bản              | 1 tháng 11 – Jakarta |                      | 2 |         |         |  |  |           |           |
|  | Indonesia             | 0                    |                      |   |         |         |  |  |           |           |
|  | Indonesia             | 0                    | Nhật Bản             | 0 |         |         |  |  |           |           |
|  | 29 tháng 10 – Bekasi  |                      | Nhật Bản             | 0 |         |         |  |  |           |           |
|  |                       | Ả Rập Xê Út          | 2                    |   |         |         |  |  |           |           |
|  | Ả Rập Xê Út           | Ả Rập Xê Út          | 2                    | 3 |         |         |  |  |           |           |
|  | Ả Rập Xê Út           |                      |                      | 3 |         |         |  |  |           |           |
|  | Úc                    | 1                    |                      |   |         |         |  |  |           |           |
|  | Úc                    | 1                    |                      |   |         |         |  |  |           |           |

### Tứ kết
Các đội thắng sẽ giành quyền tham dự Giải vô địch bóng đá U-20 thế giới 2019.
| Qatar                                                                                | 7–3 (s.h.p.) | Thái Lan                                      |
| ------------------------------------------------------------------------------------ | ------------ | --------------------------------------------- |
| - Ali 13' - Al Yazidi 21' - Suhail 87' - Umaru 99', 117' - Mansour 106' - Aymen 120' | Chi tiết     | - Korrawit 48' - Sakunchai 61' - Thirapak 80' |

| Nhật Bản                      | 2–0      | Indonesia |
| ----------------------------- | -------- | --------- |
| - Higashi 40' - Miyashiro 70' | Chi tiết |           |

| Hàn Quốc          | 1–0      | Tajikistan |
| ----------------- | -------- | ---------- |
| - Jeon Se-jin 44' | Chi tiết |            |

| Ả Rập Xê Út                                     | 3–1      | Úc             |
| ----------------------------------------------- | -------- | -------------- |
| - Al-Ammar 7' - Al-Birakan 50' - Abdulhamid 82' | Chi tiết | - Atkinson 42' |

### Bán kết
| Qatar                   | 1–3      | Hàn Quốc                                   |
| ----------------------- | -------- | ------------------------------------------ |
| - Lee Jae-ik 52' (l.n.) | Chi tiết | - Jeon Se-jin 23', 33' - Um Won-sang 45+2' |

| Nhật Bản | 0–2      | Ả Rập Xê Út                       |
| -------- | -------- | --------------------------------- |
|          | Chi tiết | - Al-Ammar 29' - Al-Ghannam 45+1' |

### Chung kết
| Hàn Quốc                     | 1–2      | Ả Rập Xê Út                    |
| ---------------------------- | -------- | ------------------------------ |
| - Cho Young-wook 64' (ph.đ.) | Chi tiết | - Al-Ammar 2' - Al-Ghannam 22' |

## Thống kê

### Vô địch
| Giải vô địch bóng đá U-19 châu Á 2018 |
| ------------------------------------- |
| · Ả Rập Xê Út · Lần thứ ba            |

### Các giải thưởng
Các giải thưởng dưới đây đã được trao sau khi giải đấu kết thúc:
| Cầu thủ ghi bàn hàng đầu | Cầu thủ xuất sắc nhất | Đội đoạt giải phong cách |
| ------------------------ | --------------------- | ------------------------ |
| Abdulrasheed Umaru       | Turki Al-Ammar        | Ả Rập Xê Út              |

### Cầu thủ ghi bàn
Đã có 117 bàn thắng ghi được trong 31 trận đấu, trung bình 3.77 bàn thắng mỗi trận đấu.
7 bàn thắng
- Abdulrasheed Umaru

5 bàn thắng
- Hashim Ali
- Jeon Se-jin

4 bàn thắng
- Miyashiro Taisei
- Turki Al-Ammar
- Cho Young-wook

3 bàn thắng
- Todd Rivaldo
- Witan Sulaeman
- Saito Koki
- Korrawit Tasa
- Ali Saleh

2 bàn thắng
- Hara Taichi
- Omar Al-Zebdieh
- Hadi Fayyadh
- Kang Kuk-chol
- Khaled Mansour
- Khalid Al-Ghannam
- Safi Al-Zaqarta
- Suphanat Mueanta
- Ahmad Fawzi
- Rashed Mubarak
- Majed Rashed

1 bàn thắng
- Nathaniel Atkinson
- Ben Folami
- Ramy Najjarine
- Oliver Puflett
- Angus Thurgate
- Đào Cường Long
- Từ Duệ
- Vương Chung Du
- Ngô Yên Húc
- Egy Maulana
- Luthfi Kamal
- Saddil Ramdani
- Hasan Abdulkareem
- Moamel Abdulridha
- Wakaa Ramadhan
- Abe Hiroki
- Higashi Shunki
- Ito Hiroki
- Kubo Takefusa
- Tagawa Kyosuke
- Taki Yuta
- Mohammad Al-Zu'bi
- Mohammad Atieh
- Pak Kwang-chon
- Kye Tam
- Nasser Al Yazidi
- Yousef Aymen
- Ahmed Suhail
- Mohammed Waad
- Saud Abdulhamid
- Firas Al-Buraikan
- Faraj Al-Ghashayan
- Abdulmohsen Al-Qahtani
- Salem Al-Saleem
- Kim Hyun-woo
- Choi Jun
- Um Won-sang
- Sheriddin Boboev
- Ehson Panjshanbe
- Sharafjon Solehov
- Daler Yodgorov
- Kritsada Kaman
- Sampan Kesi
- Thirapak Prueangna
- Sakunchai Saengthopho
- Abdullah Al-Naqbi
- Nhâm Mạnh Dũng
- Lê Văn Nam
- Lê Xuân Tú

1 bàn phản lưới nhà
- Lee Jae-ik (trong trận gặp Qatar)
- Vahdat Hanonov (trong trận gặp Malaysia)

## Các đội tuyển vượt qua vòng loại cho Giải vô địch U-20 thế giới
Dưới đây là 4 đội tuyển từ AFC vượt qua vòng loại cho Giải vô địch bóng đá U-20 thế giới 2019.
| Đội tuyển   | Ngày vượt qua vòng loại | Tham dự lần trước tại Giải vô địch bóng đá U-20 thế giới1                               |
| ----------- | ----------------------- | --------------------------------------------------------------------------------------- |
| Qatar       | 28 tháng 10 năm 2018    | 3 (1981, 1995, 2015)                                                                    |
| Nhật Bản    | 28 tháng 10 năm 2018    | 9 (1979, 1995, 1997, 1999, 2001, 2003, 2005, 2007, 2017)                                |
| Hàn Quốc    | 29 tháng 10 năm 2018    | 14 (1979, 1981, 1983, 1991, 1993, 1997, 1999, 2003, 2005, 2007, 2009, 2011, 2013, 2017) |
| Ả Rập Xê Út | 29 tháng 10 năm 2018    | 8 (1985, 1987, 1989, 1993, 1999, 2003, 2011, 2017)                                      |

1 Chữ đậm chỉ ra vô địch cho năm đó. Chữ nghiêng chỉ ra chủ nhà cho năm đó.